# Luis Rubio (humorista)
Luis Rubio (Rosario, Santa Fe; 19 de noviembre de 1965) es humorista, guionista, presentador y actor argentino. Es creador de los personajes Eber Ludueña, Evaristo Hurtado y Ramiro Agujis. Estudió teatro con Norman Brisky y obtuvo varias veces el Premio Martín Fierro y el Broadcasting. En noviembre de 2017 fue declarado Artista Distinguido de la ciudad de Rosario por el Consejo Deliberante de su ciudad natal.

## Carrera
Estudió en el Politécnico, un colegio industrial de Rosario y luego pasó fugazmente por las carreras de arquitectura y psicología.
Comenzó su carrera de actor en los seminarios de Norman Briski, tomó cursos de humor con Rudy y Santiago Varela, stand up y guion cinematográfico, pero fue en la práctica donde se forjó profesionalmente.
Desembarcó en los medios en 1990 en el programa Propuesta Joven refrescando la TV rosarina junto con Pablo y Pachu entre otros, y rápidamente saltó a Radio Mitre para hacerse cargo de la columna de humor del programa de Néstor Ibarra integrando el dúo Rubio & Rotemberg. 
Trabajó como guionista para Bus Televisión, Promofilm (Sorpresa y 1/2), y para los comediantes Nito Artaza, Mario Sapag, Horacio Fontova, entre otros. Fue productor de la sesión "Zapping" de CQC, notero de "Cuatro Cabezas", y como conductor hizo dupla con Mariana Fabbiani, Julieta Prandi, Maju Lozano y Diego Reinhold. 
El gran espaldarazo se lo dio Mar de fondo, programa nocturno de Alejandro Fantino en TyC Sports, donde nacieron personajes como Éber Ludueña, Evaristo Hurtado, Endometrio López Esteche, que lo llevó a hacer numerosas giras por la región, escribir 3 libros de humor, ser invitado especial de La Noche del 10 de Diego Maradona y ser anotado como “jugador” en Douglas Haig de Pergamino para volver a jugar un 4/4/04.
Contó entre sus adherentes más famosos a Manu Ginóbili, Ricardo Darín, o el mismísimo Diego Maradona. Filmó campañas para Pepsi junto a Messi o Carlos Tévez. Tuvo un auto en el TC con el 4 y un bigote en el capó en su homenaje, una caricatura y una columna de humor en Clarín Deportes entre 2007 y 2014 y su canal Eber Ludueña TV acumula casi 20 millones de vistas.
Escribió los espectáculos “Pei Per Viú”, “Falso Vivo”, “Soliloquios”, "Luis Rubio 3 Décadas" y “Eber a la carta” nominado como mejor unipersonal al premio “Carlos” en Villa Carlos Paz durante 2014.
En 2017 fue declarado artista distinguido por el Consejo deliberante de su ciudad natal (Rosario). Obtuvo el premio Broadcasting, 11 nominaciones y 6 premios Martín Fierro individuales y otras 22 nominaciones y 11 estatuillas grupales.  La última en 2019, año en el que también recibió el Premio Magazine y fue nominado como mejor actor de reparto por la Academia de Artes y Ciencias Cinematográficas Argentina por su papel en la película “El amor menos pensado” protagonizada por Ricardo Darín y Mercedes Morán.
Participó en la serie biográfica “Maradona, sueño bendito”, y en los films "Un crimen argentino", "El método Tangalanga", "El asistente", para Disney. Recientemente estrenó su primera película como protagonista llamada "Lo que quisimos ser", de Alejandro Agresti, ganadora a mejor largometraje en el Festival de Cine Internacional de UBA.. 
Actualmente conduce y produce Pares de Comedia, programa de entrevistas a comediantes, actores y humoristas que se emite por Net TV. 

## Filmografía
| Año       | Rol                    | Medio                                                                                       | Premios                          |
| --------- | ---------------------- | ------------------------------------------------------------------------------------------- | -------------------------------- |
| 1993/2003 | Columnista humor       | “Hoy por hoy”, Radio Mitre.                                                                 | 2 Martín Fierro, 2 Broadcasting. |
| 1995/1999 | Productor              | “Caiga quien caiga”, América 2.                                                             |                                  |
| 1997/1998 | Notero                 | “Palo y palo” TyC Sports, América 2. Cuatro Cabezas.                                        |                                  |
| 1999      | Diálogos adicionales   | Film “Samy y yo”, de Eduardo Milewitz con Ricardo Darín.                                    |                                  |
| 2002/2003 | Conductor              | “De lo nuestro lo peor” con David Rotemberg, Canal 13.                                      |                                  |
| 2002/2005 | Actor                  | “Mar de fondo” con Alejandro Fantino, TyC Sports.                                           | 2 Martín Fierro                  |
| 2004/2006 | Conductor              | “El ojo cítrico” con Mariana Fabbiani y Julieta Prandi, Canal 13, América. GP Producciones. | Nominado                         |
| 2006/2009 | Conductor              | “Ran 15” junto a Maju Lozano, América. GP Producciones.                                     |                                  |
| 2007      | Productor, conductor   | “Paladar Rubio”, Fox Sports.                                                                | Ganador Martín Fierro.           |
| 2008      | Actor                  | “Resto del mundo”, Canal 13.                                                                |                                  |
| 2009/2014 | Productor, conductor.  | “El show de Ramiro Agujis”, serie web.                                                      |                                  |
| 2010/2012 | Conductor              | “Demoliendo teles”, con Diego Reinhold, Canal 13.                                           | Nominado a Martín Fierro.        |
| 2013/2015 | Actor                  | “Peligro sin codificar”, Telefé.                                                            |                                  |
| 2014      | Productor, actor       | “El puntapié final” Serie web.                                                              |                                  |
| 2014      | Actor                  | “Un amor en tiempos de selfies”, con Martín Bossi.                                          |                                  |
| 2016/2017 | Coproductor, actor     | “TV or not TV”, TBS.                                                                        |                                  |
| 2017      | Coproductor, conductor | “La comedia no se mancha”, TNT Sports.                                                      | Nominado premio Martín Fierro.   |
| 2017/2018 | Productor, conductor   | “Supermartes”, junto a Osvaldo Principi, TyC Sports.                                        |                                  |
| 2018      | Productor, actor       | “El último lateral analógico”, serie web.                                                   |                                  |
| 2018      | Actor                  | “El amor menos pensado” Film de Patagonik.                                                  | Nominado Premio Sur.             |
| 2018      | Coproductor conductor  | “Eber es Mundial”, canal 5RTV Santa Fe.                                                     | Martín Fierro Federal.           |
| 2019      | Coconductor            | “Detrás de cena”, con Clemente Cancela, Canal 9.                                            |                                  |
| 2021      | Actor                  | "La Peña de Morfi", Telefé.                                                                 |                                  |
| 2021      | Actor                  | “Maradona, sueño bendito”, Amazon Prime Video.                                              |                                  |
| 2021/2022 | Conductor, prodcutor   | "Pares de Comedia", Net TV.                                                                 |                                  |
| 2022      | Actor                  | Film "Un crimen argentino" de Lucas Combina                                                 |                                  |
| 2023      | Actor                  | Film "El método Tangalanga" de Mateo Bendesky                                               |                                  |

## Premios y nominaciones
- Martín Fierro a la radio 2000 y 2002: Labor cómica en Rubio & Rotemberg.[14]
- Martín Fierro de Cable 2003: Labor humorística en Mar de Fondo.[15]
- Martín Fierro de Cable 2005: Labor humorística en Mar de Fondo.[16]
- Martín Fierro de Cable 2008: Labor humorística en Paladar rubio.[17]
- Declarado Artista Distinguido de la ciudad de Rosario en reconocimiento a su prolífica carrera artística.[4][5]
- Ganador Premio Magazine 2019.[11]
- Ganador Premio Martin Fierro Interior 2019.[18]
- Nominado Premio Sur . Mejor actor de reparto.[19]